# Robert Kee

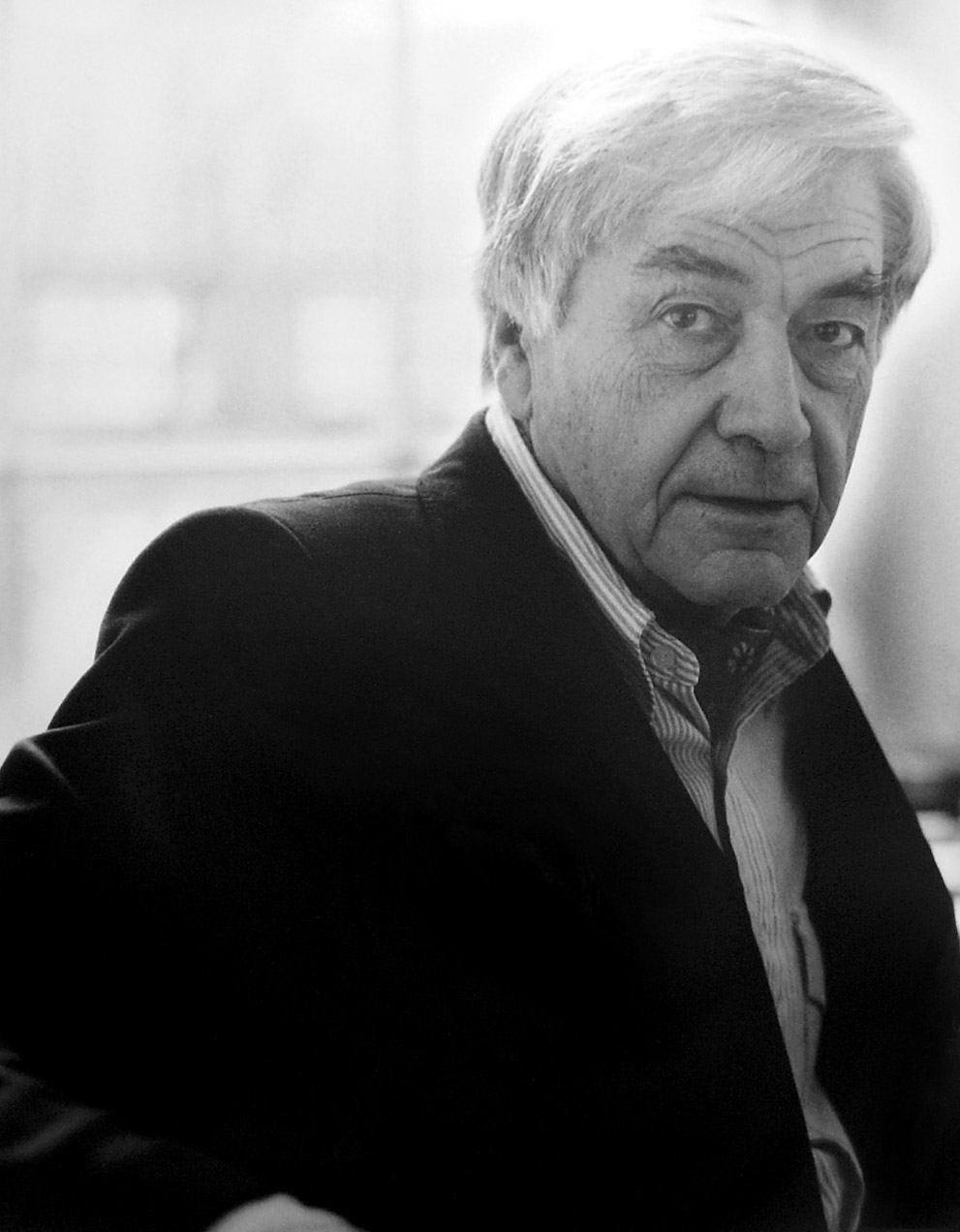
Robert Kee

Robert Kee (* 5. Oktober 1919 in Kalkutta; † 11. Januar 2013) war ein britischer Fernsehmoderator, Dokumentarfilmer, Journalist und Autor.

## Leben
Robert Kee wurde 1919 in Kalkutta als Sohn eines schottischen Jutehändlers geboren. Später besuchte er die Stowe School in Stowe, Buckinghamshire und studierte am Magdalen College der University of Oxford. Im Zuge des Zweiten Weltkrieges trat er in die Royal Air Force ein und wurde 1942 Bomberpilot. Er wurde über den Niederlanden abgeschossen, geriet in deutsche Gefangenschaft und wurde nach Polen verbracht. Er unternahm insgesamt zwei Fluchtversuche und schaffte es so einmal bis nach Köln, bevor er wieder aufgegriffen wurde.
Nach dem Krieg wurde er für Picture Post tätig. Von 1956 bis 1957 arbeitete er beim Observer, von 1957 bis 1958 bei der Sunday Times und 1957 bei dem Spectator. Ab 1958 wurde er für die BBC tätig und wirkte an der Fernsehserie Panorama mit. Von 1964 bis 1978 arbeitete er für ITV. Für die BBC produzierte er von 1980 bis 1981 die dreizehnteilige Dokumentarreihe Ireland: A Television History. Nach Unstimmigkeiten bzgl. einer Reportage über den Falklandkrieg verließ er die BBC 1982. Zusammen mit David Frost, Anna Ford, Michael Parkinson und Angela Rippon gründete er 1983 TV-am.
Neben seiner Karriere beim Fernsehen schrieb er eine Reihe von Büchern, etwa über seine Kriegsgefangenschaft, den Zweiten Weltkrieg und Irland.
Kee war dreimal verheiratet. Seine ersten beiden Ehen wurden geschieden. Er hatte eine Tochter aus erster Ehe sowie eine Tochter und zwei Söhne aus zweiter Ehe.

## Veröffentlichungen (Auswahl)
- A Crowd is not Company (1947)
- The Green Flag (1972)
- Ireland: A History (1980)
- 1939: The World We Left Behind (1984)
- 1945: The World We Fought For (1985)
- Trial and Error (1986)
- The Laurel and the Ivy (1993)